# Little Asby
Little Asby är en by i Cumbria, i England.